# Falsettos
Falsettos è un musical con musiche e versi di William Finn e libretto di James Lapine, debuttato a Broadway nel 1992. Il musical è costituito da due atti unici, March of the Falsettos e Falsettosland.. La storia coinvolge Marvin, la sua ex moglie Trina, il suo psichiatra Mendel, suo figlio Jason, il suo amante Whizzer Brown, i suoi vicini Cordelia e la dottoressa Charlotte. Il musical debuttò a Broadway nel 1992 ed è stato nominato per sette Tony Awards, di cui ha vinto Miglior Libretto di un musical e la Migliore Colonna Sonora Originale. È stato rimesso su Broadway nel 2016 e la performance del revival è stata nominata per cinque Tony Awards tra cui Miglior Revival di un Musical.

## Produzioni

### Origine
In Trousers, creato da William Finn, è stato presentato in anteprima due volte nel 1979 Off-Broadway al Playwrights Horizons, aprendo prima il 21 febbraio e poi ancora l'8 dicembre. Inoltre è stato prodotto Off-Broadway al Second Stage Theatre nel marzo 1981. Infine, nel 1985, una versione migliore con una trama più elaborata, fu inaugurata il 26 marzo all'Off-Broadway Promenade Theatre, dove sono stati fatti ben 16 spettacoli.
In collaborazione con James Lapine, Finn ha creato altri due atti unici, March of the Falsettos e Falsettoland, esplorando la vita di Marvin, della sua famiglia e dei suoi amici, che è diventata poi, la trilogia di Marvin.
March of the Falsettos è stato presentato in anteprima Off-Broadway al Playwrights Horizons il 20 maggio 1981 e si è chiuso il 26 settembre 1981. Si è trasferito al Westside Theatre il 13 ottobre 1981 e si è chiuso il 31 gennaio 1982. Ha aperto a Los Angeles presso Huntington Hartford Theatre il 21 aprile 1982 e chiuso il 2 luglio 1982. Infine, è stato presentato per la prima volta al Library Theatre di Manchester, nel Regno Unito, nel 1987.
Falsettoland ha aperto Off-Broadway al Playwrights Horizons il 28 giugno 1990 e fu chiuso il 12 agosto 1990. Il musical si è trasferito al Lucille Lortel Theatre il 25 settembre 1990 e fu chiuso il 27 gennaio 1991.
Questi due atti sono stati infine messi insieme per quello che è intitolato Falsettos, il musical di due atti.

### Produzione Originale di Broadway (1992)
Falsettos ha aperto a Broadway al John Golden Theatre il 29 aprile 1992 e si è chiuso il 27 giugno 1993, dopo 486 spettacoli e 23 anteprime. Il musical è stato presentato per la prima volta a Off-Broadway in due spettacoli separati: March of the Falsettos (1981) e Falsettoland (1990).
Diretto da James Lapine, il cast comprendeva Michael Rupert nei panni di Marvin, Stephen Bogardus nei panni di Whizzer, Barbara Walsh nei panni di Trina, Chip Zien nei panni di Mendel (che aveva interpretato precedentemente Marvin in In Trousers), Jonathan Kaplan nei panni di Jason, Heather MacRae nei panni di Charlotte, e Carolee Carmello come Cordelia. Rupert, Bogardus e Zien hanno ripreso i loro ruoli dalle produzioni originali Off-Broadway di March of the Falsettos e Falsettoland, MacRae ha ripreso il suo ruolo da Falsettoland e Walsh ha ripreso il suo ruolo dalla produzione regionale di Hartford Stage. La scenografia è di Douglas Stein, i costumi di Ann Hould-Ward e progettazione illuminotecnica di Frances Aronson. 

### Produzione Australiana
Nel 1994, la Sydney Theatre Company ha presentato una produzione australiana diretta da Wayne Harrison e con John O'May nei panni di Marvin, Gina Riley nei panni di Trina, Tony Sheldon nei panni di Mendel e Simon Burke nei panni di Whizzer. Dopo che fu eseguito al Drama Theater del Sydney Opera House dal 12 gennaio al 5 marzo 1994, la produzione andò in tournée a Victoria, Hobart e Canberra. 
Nel 2014 la Darlinghurst Theatre Company ha presentato un revival diretto da Stephen Colyer. Nel cast c'erano Tamlyn Henderson come Marvin, Katrina Retallick come Trina, Stephen Anderson come Mendel, Ben Hall come Whizzer, Elise McCann come Cordelia e Margi de Ferranti come Charlotte. La produzione fu parte del festival Mardi Gras di Sydney per febbraio e marzo 2014.

### Revival di Broadway (2016)
Il 5 febbraio 2015, il produttore Jordan Roth ha annunciato che avrebbe rifatto lo spettacolo seguendo la direzione di James Lapine. È stato quindi programmato per l'apertura nella primavera del 2016. Il 3 settembre 2015 è stato annunciato che il revival sarebbe uscito nel 2016-2017.
La produzione è stata aperta a Broadway al Walter Kerr Theater il 29 settembre 2016, in anteprima e ufficialmente il 27 ottobre, diretto da Lapine. Christian Borle, Andrew Rannells, Stephanie J. Block e Brandon Uranowitz interpretano rispettivamente Marvin, Whizzer, Trina e Mendel. Altri del cast includono Tracie Thoms nei panni della dottoressa Charlotte, Betsy Wolfe nei panni di Cordelia e Anthony Rosenthal nei panni di Jason. La produzione si è conclusa l'8 gennaio 2017. Due performance sono state filmate il 3 e 4 gennaio 2017, per essere mandate in onda sul programma televisivo PBS Live from Lincoln Center, il 27 ottobre, 2017.

### Tour Nazionale (2019)
Un tour in Nord America del revival del Lincoln Center Theatre iniziò nel febbraio 2019 sotto la direzione di James Lapine e terminato a fine giugno 2019. Eden Espinosa interpreta Trina mentre, Max von Essen interpreta Marvin, Nick Adams interpreta Whizzer e Nick Blaemire interpreta Mendel . Il tour si è svolto a Los Angeles, San Francisco, Dallas e altre città. Il tour terminò dopo essersi esibito a Charlotte, nella Carolina del Nord.

### Off-West End (2019)
Il 15 aprile 2019, Selladoor Worldwide ha annunciato che avrebbe prodotto la première europea di Falsettos presso il The Other Palace nell'Off-West End di Londra per pochissimo tempo.
Lo spettacolo è stato aperto per le anteprime il 30 agosto 2019, prima dell'apertura ufficiale il 5 settembre. Nel cast originale c'erano Natasha J Barnes come Cordelia, Daniel Boys come Marvin, Matt Cardle come Mendel, Gemma Knight-Jones come Charlotte, Laura Pitt-Pulford come Trina, Oliver Savile come Whizzer e Albert Atack, George Kennedy, Elliot Morris e James Williams condividono il ruolo di Jason. Tuttavia, il 13 agosto 2019, prima dell'apertura dello spettacolo, è stato annunciato che Cardle si sarebbe ritirato dal ruolo di Mendel e sarebbe stato sostituito nel ruolo da Joel Montague per l'intera durata. Lo spettacolo si è chiuso il 23 novembre 2019.
Prima dell'apertura dello spettacolo, è stato coinvolto in polemiche dopo che un gruppo di oltre 20 attori e drammaturghi ebrei, tra cui Miriam Margolyes e Maureen Lipman, hanno firmato una lettera aperta ai produttori, preoccupati per la mancanza di prescrizione ebraica all'interno del cast e dei creativi. Nonostante ciò, lo spettacolo si è aperto a recensioni per lo più positive, con i critici che hanno elogiato il cast, la storia e la musica, ma hanno rivolto critiche al design del set.

## Trama

### Primo atto: March of the Falsettos
Nel 1979 a New York City, Marvin, suo figlio di dieci anni Jason, il suo psichiatra Mendel e il suo fidanzato Whizzer sono nel mezzo di una discussione. ("Four Jews In A Room Bitching") Marvin si fa avanti per spiegare la situazione: Ha lasciato sua moglie Trina per Whizzer, ma Marvin cerca di formare una nuova situazione famigliare con l'aggiunta di Whizzer , una situazione con la quale nessuno è contento. ("Tight-Knit Family")
Su suggerimento di Marvin, Trina fa visita a Mendel e spiega che sta avendo problemi ad accettare la fine del suo matrimonio e il suo fallimento di essere una moglie perfetta. Mendel, che si innamora immediatamente di lei, cerca di rassicurarla che non è da biasimare. ("Love is Blind")
Marvin e Whizzer descrivono la loro relazione. Hanno molto poco in comune ma sono fortemente innamorati l'uno dell'altro. Entrambi sono preoccupati che i loro sentimenti reciproci stiano diminuendo. ("The Thrill of First Love")
Whizzer introduce un intermezzo.("Marvin at the Psychiatrist, a Three-Part Mini-Opera") Nella prima parte, Mendel chiede a Marvin di parlargli della sua relazione con Whizzer, e Marvin gli racconta del suo amore e della sua frustrazione con il suo partner. Nella seconda parte, Mendel, che è ovviamente intrigato dalla ex moglie di Marvin, parla di Trina a Marvin e per questo lo interroga sulle abitudini sessuali di sua moglie. Nella terza parte, Marvin e Jason parlano della distanza nella loro relazione padre-figlio. 
Jason è preoccupato che a causa dell'orientamento sessuale di Marvin, anche lui diventi gay. Lui è di cattivo umore. ("My Father's a Homo") Trina e Marvin decidono che il miglior modo per affrontare gli sbalzi di umore di Jason è fargli iniziare un percorso di psicoterapia, ed entrambi gli suggeriscono di farsi visitare da Mendel. I suoi genitori sono sorpresi quando Jason chiede consiglio a Whizzer prima di farsi vedere Mendel. ("Everyone tells Jason to see a Psychiatrist")
Marvin e Whizzer litigano sulla mancanza di entusiasmo di Whizzer per la monogamia e il tentativo di Marvin di darli il ruolo di una casalinga. Nel frattempo, Trina si lamenta con Mendel su come il suo ruolo nella sua famiglia stia scomparendo, mentre Whizzer sta diventando sempre più importante nelle vite di Marvin e Jason, e tutti quanti si scagliano contro Marvin. ("This Had Better Come To A Stop")
Nonostante i suoi tentativi di mantenere un'apparente normalità, Trina è sempre più fuori controllo ("I'm Breaking Down") Jason continua a comportarsi male, e Trina telefona immediatamente a Mendel per invitarlo a cena e parlare con Jason. ("Please Come To Our House") Mendel arriva e affascina molto Trina. Lui e Jason fanno una sessione di terapia. Il ragazzo è preoccupato del suo futuro. Mendel, però, lo incoraggia a rilassarsi e a godersi la vita. ("Jason's Therapy"). Dopo varie cene combinate a sessioni psichiatriche Jason chiede a Mendel quali siano le sue vere intenzioni con Trina. Mendel si propone goffamente e Trina accetta ("A MArriage Proposal"). Marvin è furioso di perdere sia la sua famiglia perfetta che il suo psichiatra.("A Tight-Knit Family (Reprise)")
Trina riflette sulla sua situazione. È stanca del mondo governato dagli uomini in cui vive, e anche se sa che Mendel è simile a Marvin , ovvero infantile e nevrotico, sa che la ama e lei ha bisogno di questo tipo di affetto. ("Trina's song/ Trina's song (reprise)"). Al contrario, invece, i quattro uomini cantano un inno a tutte le varietà di mascolinità, con i tre adulti che cantano in falsetto per abbinarsi alla voce di Jason. ("March of The Falsettos")
Marvin cerca di insegnare a Whizzer a giocare a scacchi, ma l'amarezza e il malumore ribollono. Litigano e si lasciano e Marvin caccia di casa Whizzer. ("The Chess Game") Nel frattempo, Trina e Mendel si trasferiscono, creando un nuovo nucleo famigliare. ("Making a Home"). Mentre fa i bagagli, Whizzer riflette sulla sua vita e sulla sua relazione con Marvin ("The Games That I Play").
Dopo aver ricevuto l'invito al matrimonio di Trina e Mendel, Marvin si precipita a casa di Trina e la accusa ,in modo incoerente, di aver rovinato la loro famiglia, scaricando sulla stessa la rabbia, dandole alla fine uno schiaffo ("Marvin Hits Trina"). Scioccati dalle sue azioni, tutti confessano di non aver mai avuto intenzione di provare sentimenti così profondi per le persone nelle proprie vite, e infine accettano il dolore causato dall'amore. ("I Never Wanted To Love You")
Marvin ha distrutto la sua relazione con Whizzer e con Trina, ma può ancora salvare la sua relazione con Jason, che ha appena scoperto il suo amore per le ragazze, con suo immenso sollievo. Marvin fa sedere Jason per un discorso durante il quale gli dice che lo ama indipendentemente dal tipo di uomo che diventerà. Marvin sarà sempre li per lui. ("Father to son")

### Secondo atto: Falsettosland
Mendel illumina il palcoscenico buio, dandoci il benvenuto a "Falsettoland", la conclusione della storia. È il 1981, sono passati due anni. Nancy Reagan è alla Casa Bianca e nel cast si aggiungono altri due personaggi : le vicine lesbiche di Marvin, la dottoressa Charlotte, medico tirocinante, e Cordelia, una ristoratrice specializzata in cucina ebraica pur non essendo ebrea. Marvin capisce che è tempo di crescere e diventare un uomo migliore. ("About Time") È riuscito a mantenere il suo rapporto con Jason e ora condivide la sua custodia con la sua ex, Trina, che ha sposato Mendel. Non vede Whizzer da due anni e gli manca molto.
Un giorno, quando arriva a casa di Marvin per prendere in custodia Jason per la settimana, Trina lo informa che è ora di iniziare a pianificare il Bar Mitzvah di Jason probabilmente l'ultima cosa che l'ex coppia farà insieme. La coppia inizia subito a litigare per lo sgomento di Jason e il divertimento di Mendel. Mendel li incoraggia a organizzare una festa semplice e a rilassarsi, ma Marvin e Trina (e Cordelia e Charlotte) hanno intenzione di organizzare una festa indimenticabile. ("Year of the Child")
La scena si sposta alla partita di baseball di Jason. Mentre fa il battitore, Jason ha la testa tra le nuvole e non sta pensando alla partita, anzi sta cercando di decidere quali ragazze invitare al suo Bar Mitzvah. ("The Miracle of Judaism") Tutti vanno a vedere la partita e criticano il modo in cui la squadra di Jason sta giocando, quando all'improvviso arriva Whizzer: Jason gli ha chiesto di andare, mentre Marvin è scioccato e Trina è visibilmente infastidita da questa sorpresa. Whizzer dà a Jason alcuni consigli necessari e lui e Marvin riflettono su quanto manca ad entrambi stare insieme. Marvin chiede con cautela a Whizzer un appuntamento proprio mentre Jason riesce a colpire la palla. È così scioccato che si dimentica di correre alle basi. ("The Baseball Game")
Un intermezzo: ("A Day in Falsettoland"). Nella prima parte, "Dr. Mendel al Lavoro", Mendel ascolta i discorsi senza senso di una paziente yuppie e si angoscia, visto che il suo lavoro sta mettendo a dura prova il suo matrimonio. Nella seconda parte, "Trina si allena/sistema le cose", Trina si allena facendo aerobica e cerca di capire perché Marvin e Whizzer siano tornati insieme. Nella terza parte, "Le vicine si rilassano", Mendel e Trina discutono di Marvin e del Bar mitzvah mentre si allenano insieme e Charlotte torna a casa mentre Cordelia sta cucinando. Cordelia chiede a Charlotte come è stata la sua giornata in ospedale, e Charlotte esclama che è stata una giornata particolare, perché nessun paziente è morto. Nel frattempo, Marvin e Whizzer giocano a squash e Whizzer batte Marvin sonoramente. Tutti riflettono su quanto sia meravigliosa la loro vita.
La "tregua" tra Marvin e Trina è distrutta rapidamente quando ricominciano a litigare per il bar Mitzvah di Jason. Marvin e Trina stanno litigando su ogni aspetto del Bar Mitzvah ("The Fight"), il che fa desiderare a Jason di annullarlo. Mendel consola il ragazzo, dicendogli che "tutti odiano i propri genitori" alla sua età, ma che quando diventerà più grande, il suo atteggiamento sarà diverso. ("Everyone Hates His Parents")
Una mattina Marvin si siede sul letto osservando Whizzer mentre dorme. Riflette sulla loro relazione d'amore e odio e infine, ammette che ama Whizzer con tutto il suo cuore. ("What More Can I Say"). La dottoressa Charlotte, nel frattempo, si accorge che i giovani omosessuali della città arrivano in ospedale affetti da una malattia misteriosa che nessuno capisce. ("Something Bad is Happening") Le voci si stanno diffondendo, ma la malattia si diffonde più velocemente. Subito dopo, mentre Marvin e Whizzer stanno giocando a squash, Whizzer sviene improvvisamente e viene portato in ospedale.
Whizzer è in ospedale e Trina si preoccupa molto per Whizzer, turbata dalle sue condizioni. ("Holding to the Ground"). Nella stanza d'ospedale di Whizzer, tutti si riuniscono per tirarlo su di morale, commentando quanto stia bene e di come migliorerà da un giorno all'altro. Marvin offre amore, Cordelia la sua zuppa di pollo e altro cibo cucinato da lei e Mendel alcune battute terribili. Tutti concordano sul fatto che sono giorni come questo che fanno credere a questi ebrei laici in Dio. Solo Jason, che non capisce che gli adulti stanno mentendo a Whizzer per tirarlo su di morale, è in grado di dire a Whizzer la verità: che sta malissimo. ("Days Like This")
Mendel e Trina fanno sedere Jason e gli danno la possibilità di cancellare il Bar Mitzvah ("Cancelling the Bar Mitzvah") se sente di non poterlo fare. Jason non vuole celebrare il suo Bar Mitzvah senza Whizzer e Mendel, tragicamente, gli dice che Whizzer potrebbe non riprendersi e addirittura morire e Jason è molto sconcertato e turbato. Marvin rimane accanto a Whizzer anche durante i momenti peggiori. Marvin si siede sul letto d'ospedale di Whizzer e insieme riflettono sul loro futuro. Vengono poi, raggiunti da Cordelia e la dottoressa Charlotte, e i quattro ("Unlikely Lovers") ribadiscono il loro amore reciproco nonostante il peggioramento della situazione.
Mentre le condizioni di Whizzer peggiorano, Jason si rivolge a Dio, offrendogli il suo Bar Mitzvah in cambio della salvezza del suo amico Whizzer. ("Another Miracle of Judaism"). La dottoressa Charlotte spiega a Marvin che "Qualcosa di brutto sta accadendo" e gli fa capire che anche lui potrebbe ammalarsi della stessa malattia di Whizzer. ("Something Bad is Happening (Reprise)") Whizzer si aggrava manca poco alla sua morte che decide di affrontare con dignità e coraggio, paragonandola ad un vecchio amante che verrà a togliergli la vita. ("You Gotta Die Sometime").
All'improvviso tutti entrano nella stanza d'ospedale. Jason ha avuto un'epifania: vuole fare il suo Bar Mitzvah ("Jason's Bar Mitzvah") nella stanza d'ospedale di Whizzer. Trina non poteva essere più orgogliosa. Tutti notano quanto Jason assomigli a Marvin. Jason va avanti con il Bar Mitzvah. Mentre Jason completa la sua recitazione, Whizzer sviene e viene portato via dalla stanza, seguito da tutti tranne Marvin.
Marvin, lasciato solo, chiede al defunto Whizzer come sarebbe stata la sua vita se non si fossero mai amati o conosciuti. I due cantano insieme un'ultima volta. Quando Whizzer chiede se Marvin si pente di averlo amato, Marvin non esita a dire che lo farebbe di nuovo. ("What Would I Do?")
Mentre il fantasma di Whizzer scompare, gli amici e la famiglia di Marvin lo circondano e lui alla fine inizia a singhiozzare tra le loro braccia. Mentre le luci iniziano a svanire, Mendel si fa avanti un'ultima volta per affrontare il pubblico, dichiarando in lacrime che " È qui che prendiamo posizione". Jason infine mette sulla tomba di Whizzer il pezzo della regina. ("Falsettoland (Reprise)")

## Brani musicali.
March of the Falsettos
- "Four Jews in a Room Bitching"-Marvin, Whizzer, Jason e Mendel.
- "A Tight Knit Family"-Marvin.
- "Love is Blind"-Marvin, Whizzer, Jason, Mendel e Trina.
- "Thrill of First Love"-Marvin e Whizzer.
- "Marvin at the Psychiatrist (A Three-Part Mini-Opera)"-Marvin, Whizzer, Jason e Mendel.
- "My Father's A Homo"-Jason.
- "Everyone Tells Jason to See a Psychiatrist"-Jason, Trina, Marvin, Whizzer.
- "This Had Better Come to a Stop"-Marvin, Whizzer, Trina, Jason e Mendel.
- "I'm Breaking Down"-Trina.
- "Please Come to Our House"-Trina, Mendel, Jason.
- "Jason's Therapy"-Jason, Mendel, Trina, Marvin.
- "A Marriage Proposal"-Mendel, Trina e Jason.
- "Trina's Song"-Trina.
- "March of the Falsettos"-Marvin, Whizzer, Jason e Mendel.
- "Trina's Song (Reprise)"-Trina.
- "The Chess Game"-Marvin e Whizzer.
- "Making a Home"-Trina, Mendel, Jason e Whizzer.
- "The Games I Play"-Whizzer.
- "Marvin Goes Crazy" oppure "Marvin Hits Trina"- Marvin, Trina, Mendel, Jason e Whizzer.
- "I Never Wanted to Love You"-Marvin, Whizzer, Trina, Mendel e Jason.
- "Father to Son"-Marvin e Jason.

Falsettoland
- "Welcome to Falsettoland"-Cast.
- "The Year of the Child"-Cast tranne Whizzer.
- "Miracle of Judaism"-Jason.
- "The Baseball Game"-Cast.
- "A Day in Falsettoland"-Cast.
- "The Fight/Everyone Hates His Parents"-Mendel, Jason, Trina e Marvin.
- "What More Can I Say"-Marvin.
- "Something Bad Is Happening/More Racquetball"-Charlotte, Cordelia, Marvin e Whizzer.
- "Holding to the Ground"-Trina.
- "Days Like This"-Cast.
- "Cancelling the Bar Mitzvah"-Jason, Mendel e Trina.
- "Unlikely Lovers"-Marvin, Whizzer, Charlotte, Cordelia.
- "Another Miracle of Judaism"-Jason.
- "Something Bad is Happening (Reprise)"-Charlotte.
- "You Gotta Die Sometime"-Whizzer.
- "Jason's Bar Mitzvah"-Cast.
- "What Would I Do?"-Marvin e Whizzer.
- "Falsettoland (Reprise)"-Mendel.

## Cast e produzioni principali
| Personaggio | Broadway, 1992                          | Sostituzioni notevoli        | Tour statunitense, 1992 | Los Angeles, 1994 | Los Angeles, 2003 | Broadway, 2016     | Tour USA 2019                | Londra, 2019       |
| ----------- | --------------------------------------- | ---------------------------- | ----------------------- | ----------------- | ----------------- | ------------------ | ---------------------------- | ------------------ |
| Marvin      | Michael Rupert                          | Mandy Patinkin, Adrian Zmed  | Adrian Zmed             | Mandy Patinkin    | Michael Rupert    | Christian Borle    | Max von Essen                | Daniel Boys        |
| Trina       | Barbara Walsh                           | Randy Graff                  | Carolee Carmello        | Barbara Walsh     | Marnie Mosiman    | Stephanie J. Block | Eden Espinosa                | Laura Pitt-Pulford |
| Whizzer     | Stephen Bogardus                        | Sean McDermott, Sal Viviano  | Ray Walker              | Stephen Bogardus  | Stephen Bogardus  | Andrew Rannells    | Nick Adams                   | Oliver Saville     |
| Mendel      | Chip Zien                               | Jason Graae                  | Stuart Zagnit           | Chip Zien         | Chip Zien         | Brandon Uranowitz  | Nick Blaemire                | Joel Montague      |
| Jason       | Jonathan C. KaplanAndrew Harrison Leeds | Sivan Cotel, Jeffrey Landman | Jeffrey Landman         | Sivan Cotel       | Asher Book        | Anthony Rosenthal  | Jim Kaplan / Thatcher Jacobs |                    |
| Cordelia    | Carolee Carmello                        | Maureen Moore                | Yvette Lawrence         | Carolee Carmello  | Amy Pietz         | Betsy Wolfe        | Bryonha Marie Parham         | Natasha Barnes     |
| Charlotte   | Heather MacRae                          | Heather MacRae               | Barbara Marineau        | Heather MacRae    | Kathy Garrick     | Tracie Thoms       | Audrey Cardwell              | Gemma Jones        |

## Registrazioni
Le registrazioni originali del cast di Off-Broadway, The March of the Falsettos e Falsettoland sono stati entrambi rilasciati dalla DRG Records il 1 ° gennaio 1991.
L'album del cast revival di Broadway è stato rilasciato il 27 gennaio 2017. PBS ha trasmesso una performance filmata della revival come parte dello show televisivo, Live dal Lincoln Center il 27 ottobre 2017. Per questa registrazione, le linee in "I'm Breaking Down", "The Chess Game", " The Baseball Game ","You Gotta Die Sometime" e "A Day in Falsettoland" sono state modificate per volgarità.

## Premi e Onorificenze

### Produzione Originale di Broadway
| Anno | Premio              | Categoria                                                                      | Candidato                   | Risultato |
| ---- | ------------------- | ------------------------------------------------------------------------------ | --------------------------- | --------- |
| 1992 | Tony Awards         | Miglior Musical                                                                |                             | Nominato  |
| 1992 | Tony Awards         | Miglior Libretto di un Musical                                                 | William Finn e James Lapine | Vinto     |
| 1992 | Tony Awards         | Miglior Colonna Sonora Originale                                               | William Finn                | Vinto     |
| 1992 | Tony Awards         | Miglior Performance di Protagonista di un Musical                              | Michael Rupert              | Nominato  |
| 1992 | Tony Awards         | Miglior Performance di un Personaggio Secondario (maschile) in un Musical      | Jonathan Kaplan             | Nominato  |
| 1992 | Tony Awards         | Miglior Performance di un Personaggio Secondario (femminile) in un Musical     | Barbara Walsh               | Nominato  |
| 1992 | Tony Awards         | Miglior Regia di un Musical                                                    | James Lapine                | Nominato  |
| 1992 | Drama Desk Awards   | Eccezionale Revival di un Musical                                              |                             | Nominato  |
| 1992 | Drama Desk Awards   | Eccezionale Performance di un Personaggio Secondario (femminile) in un Musical | Barbara Walsh               | Nominato  |
| 1992 | Theatre World Award |                                                                                | Jonathan Kaplan             | Vinto     |